# 林开钦
林开钦（1934年7月—2022年8月15日），男，福建上杭人，中华人民共和国政治人物，曾任福建省政协副主席。第五届全国人大代表，第八届、九届全国政协委员。

## 生平
1934年7月出生。1952年7月在上杭县参加工作，同年加入中国共产党。1965年，后历任共青团福建省委干部，龙岩煤矿干部、水泵厂核心组成员，中共上杭县委委员、稔田公社党委书记、主任，古田公社党委第一书记，中共上杭县委常委、副书记，县革委会副主任，共青团福建省委副书记、福建省青联主席。1982年8月任中共龙岩地委副书记，1983年1月升任书记。1987年10月任中共福建省纪委书记，并当选中共第十三届中央纪委委员，其间兼任省政法委书记。1992年4月任中共福建省委副书记，兼省委政法委书记、省直机关工委书记。1996年3月调任福建省政协副主席、党组副书记。1998年3月到北京任全国政协港澳台侨委员会副主任。2003年出版回忆录《五十春秋纪事》。2005年3月退休。2022年8月15日10时25分在福州逝世。

## 社会兼职
- 福建省客家研究联谊会会长（2007年9月－2017年2月）[4]
- 福建客家研究院院长
- 全国中共党史人物研究会顾问

## 出版物
著有《八千里路云和月: 福建省公路先行工程纪实》《论汉族客家民系》《五十春秋纪事》《客家简明读本》《客家通史》等。